# Ґідеон Езра
Ґідеон Езра (івр. גדעון עזרא; нар. 30 червня 1937, Єрусалим — 17 травня 2012, Єрусалим) — ізраїльський діяч спецслужб та політик, депутат кнесету з 1996 по 2012 рік. Міністр у ряді урядів Ізраїлю: міністр туризму Ізраїлю (2004–2005), міністр з охорони навколишнього середовища Ізраїлю (2004–2006) та міністр з охорони навколишнього середовища Ізраїлю (2006–2009).

## Біографія
Народився 30 червня 1937 року в Єрусалимі. З 1955 по 1958 рік служив у підрозділі Нахаль, закінчив службу в званні старшого сержанта. Співробітник Шабаку з 1962 по 1995 рік, був заступником голови цього відомства.
У 1996 році був обраний депутатом Кнесету XIV скликання від Лікуду, в кнесеті 15-го скликання обіймав посаду заступника спікера. У 2001 році став заступником міністра внутрішньої безпеки, в 2003 році зайняв пост міністра при міністерстві глави уряду.
У червні 2004 року після відходу депутата Бені Елона, став міністром туризму Ізраїлю. 29 листопада 2004 року Езра призначений міністром внутрішньої безпеки замість Цахі Ганегбі, який залишив цей пост через кримінального розслідування за політичні призначення.
У січні 2005 року на посаді міністра туризму його замінив Авраам Гіршсон. Коли Шерон заснував Kadima наприкінці 2005 року, Езра приєднався до нього, отримавши портфель Міністерства навколишнього середовища від лейбористів Шалома Сімхона. Після виборів 2006 року Ехуд Ольмерт призначив його міністром охорони навколишнього середовища. У квітні 2007 року він виступив проти планів будівництва сонячної електростанції поблизу Дімони, щоб уникнути шкоди природному заповіднику. Він також наглядав за розширенням законодавства про депонування контейнерів, щоб охопити 1,5-літрові пляшки.
18 січня 2006 Езра, разом із прем'єр-міністром Шароном перейшов в партію «Кадіма» та отримав посаду міністра екології, на якій залишався до лютого 2009 року.
Помер 17 травня 2012 року в Єрусалимі від раку легенів.